# St.-Helena-Pfund
Das St.-Helena-Pfund (englisch  Saint Helena pound) ist die Währung des Britischen Überseegebiets St. Helena, Ascension und Tristan da Cunha. Die Währung findet lediglich praktische Anwendung auf St. Helena und Ascension, nicht aber auf Tristan da Cunha. Es gibt keine Zentralbank für das Überseegebiet, sondern die Währung wird von einem 1975 gegründeten Currency Board verwaltet.
Das Pfund Sterling ist gleichberechtigte Währung mit einem festen Umrechnungskurs von 1 zu 1.
Das Pfund ist in 100 Pence unterteilt. Das Gebiet lässt eigene Münzen zu 1 Penny, 2, 5, 10, 20 und 50 Pence sowie 1 und 2 Pfund prägen, zudem gibt es Banknoten zu 5, 10 und 20 Pfund.
Ein Ende des eigenständigen St.-Helena-Pfundes wird vom Vorsitzenden der Finanzkommission des Inselgebietes mit der weiteren Öffnung der Insel St. Helena für Touristen erwartet (Stand März 2016).